# لوللوود
لوليوود (بالأردوية: لالی وُڈ)‏ هي أقدم صناعة أفلام السينما الباكستانية، ومقرها في لاهور ، البنجاب ، باكستان . منذ عام 1929، وكان لاهور مركز السينما الباكستانية، وإنتاج الأفلام في كل من البنجابية والأوردية اللغات . منذ عام 2007 ، تجاوزت كراتشي بشكل كبير لاهور في إنتاج الأفلام الأردية. كلمة «لوليوود» صُنعت في صيف 1989 في مجلة جلامور ، التي نُشرت من كراتشي ، من قبل كاتب العمود القيل والقال سليم ناصر.